# إيدا بوريسن
إيدا بوريسن (بالنرويجية البوكمول: Ida Børresen)‏ هي موظفة مدنية نرويجية، ولدت في 26 سبتمبر 1950 في أوسلو في النرويج.